# Albaniola ulbrichi
Albaniola ulbrichi es una especie de escarabajo de la familia  Leiodidae. Fue descrita por René Gabriel Jeannel en 1929.

## Distribución
Se encuentra en Grecia y en Macedonia del Norte.